# Ottaviano Ubaldini
Ottaviano Ubaldini (* 1213 oder 1214 im Mugello bei Florenz; † März 1272 oder 1273 in Rom), auch Attaviano Ubaldini, Oktavian Ubaldini oder Ottaviano degli Ubaldini, war ein Kardinal der Römischen Kirche und päpstlicher Diplomat.

## Leben

### Herkunft und frühe Jahre
Ottaviano war das dritte von fünf Kindern des Ugolino Ubaldini und dessen Ehefrau Adala. Er studierte an der Universität Bologna die Rechte. Danach wurde er päpstlicher Kaplan und Apostolischer Subdiakon, die Weihe spendete ihm Papst Gregor IX. persönlich. Vom 4. November 1230 bis zum 19. April 1233 war er Kanoniker der Kathedrale von Bologna und begegnet 1236 als deren Archidiakon. Zudem war er Auditor des Apostolischen Palastes.

### Kirchliche Laufbahn
Am 21. Februar 1240 wählte das Domkapitel der Kathedrale von Bologna Ottaviano Ubaldini zum Bischof. Da er jedoch noch nicht das kanonische Alter von 30 Jahren erreicht hatte, ernannte Papst Gregor IX. ihn am 17. Juni 1240 zum Administrator des Bistums.
Im Konsistorium vom 28. Mai 1244 erhob Papst Innozenz IV. Ottaviano Ubaldini zum Kardinaldiakon von Santa Maria in Via Lata. Als Kardinal unterzeichnete er zwischen September 1244 und Februar 1268 päpstliche Bullen. Im Jahr 1245 war er Teilnehmer des Ersten Konzils von Lyon. 1246 übertrug ihm der Papst alle Rechte an herrenlosen Benefizien in der Toskana.

### Diplomatische Missionen
Am 8. März 1247 brach Ottaviano Ubaldini auf Geheiß des Papstes von Lyon auf, um dem Vordringen Kaiser Friedrichs II. in Italien Einhalt zu gebieten. Er überquerte die Alpen mit kleiner Eskorte, da Herzog Amadeo von Savoyen, der mit dem Kaiser verbündet war, den Durchzug der Armee des Kardinals durch sein Territorium untersagt hatte. Im Juni 1251 kehrte Ottaviano Ubaldini nach Rom zurück und wurde im November desselben Jahres zum Legaten in der Lombardei, Romagna und Aquileia ernannt. Von dieser Mission kehrte er am 25. Februar 1253 zurück.
Im Jahr 1254 war Ottaviano Ubaldini Teilnehmer an der Papstwahl von Alexander IV. Dieser ernannte ihn im Januar 1255 zum legatus a latere in Sizilien, doch Ubaldini brach nicht sofort zu seiner Mission auf, sondern benannte den Franziskaner Rufinus von Piacenza, päpstlicher Kaplan und Pönitentiar der Römischen Kurie, als Stellvertreter. Er selbst blieb in Neapel bei Alexander IV., um am Streit gegen Manfred von Sizilien, der das Königreich eingenommen hatte, teilzunehmen. Der Kardinal unterlag jedoch und unterzeichnete einen Friedensvertrag mit Manfred, der vom Papst allerdings zurückgewiesen wurde. Daraufhin wurde Ottaviano Ubaldini in Florenz des Verrats beschuldigt, weil er im Zusammenwirken mit Tesauro Beccaria die Herrschaft den Ghibellinen überlassen haben sollte.
Ottaviano Ubaldini war Protektor der Kamaldulenser und Vallombrosaner. Um 1260 war er Legat in Frankreich, dabei trat er der Einsetzung von Karl von Anjou als König von Sizilien entgegen. Er nahm an der Papstwahl 1261 teil, aus der Urban IV. hervorging. Ferner war er an der Papstwahl 1264–1265 beteiligt, die Clemens IV. auf den Stuhl Petri erhob. Schließlich wurde er bei der Papstwahl 1268–1271, der am längsten dauernden Papstwahl der Kirchengeschichte, Mitglied des sechsköpfigen Komitees, dem per compromissum die Papstwahl oblag, und das schließlich Teobaldo Visconti, der sich noch mit dem Heer Eduards I. von England auf dem Siebten Kreuzzug in Palästina befand, zum Papst wählte. Karl von Anjou hielt sich während der gesamten Wahl in Viterbo auf. Ottaviano Ubaldini begleitete nach dessen Ankunft den Elekten, der den Papstnamen Gregor X. annahm, von Viterbo nach Rom.

## Tod
Ottaviano Ubaldini starb zwischen dem 5. und dem 13. März 1273 in Rom. Sein Leichnam wurde ins Mugello überführt und dort außerhalb der Kirche Santa Maria di Fagna beigesetzt. Im Jahr 1592 wurde das Grab in das Innere der Kirche verlegt, wo man es 1763 bei Restaurierungsarbeiten wiederfand.

## Wirkungsgeschichte
Unter seinen Zeitgenossen wurde Ubaldini als Il Cardinale, als „der Kardinal schlechthin“ bezeichnet. Das Urteil späterer Generationen fällt harscher aus. Schon Dante Alighieri schreibt – nach Ansicht der Kommentatoren auf Ubaldini bezogen – in La Divina Commedia über Il Cardinale, den er unter den „Epikureern“, den Leugnern einer unsterblichen Seele findet:
Inferno, X, 118–120:

Dissemi: "Qui con più di mille giaccio:

qua dentro è ’l secondo Federico

e ’l Cardinale; e de li altri mi taccio".
Übersetzung:

Er sprach: „Hier liegen mehr als tausend Seelen,

Der Kardinal, der zweite Friederich,

Und Andre, die’s nicht Not tut, aufzuzählen.“
Wilhelm Kohl urteilte über ihn:

„U[baldini] trachtete, künstlerisch interessiert und weltlich gesinnt, vor allem nach Macht und Reichtum seiner Familie. Er stand auf der Seite der Ghibellinen […]“

Ein weiterer Kardinal aus derselben Familie war Roberto Ubaldini.